# Stolnica svete Marije, Astorga
Stolnica Astorga (špansko Catedral de Santa María de Astorga) je rimskokatoliška cerkev v Astorgi v Španiji, dokumentiran že od 3. stoletja z naslovom apostolska. Leta 1931 je bila razglašena za nacionalni spomenik.
Pred sedanjo stavbo je bil predromanski tempelj in še en v romanskem slogu, posvečen leta 1069, ki je bil morda dokončan sredi 13. stoletja, brez veliko podatkov o njegovi gradnji. Sedanja Stolnica se je začela graditi z apsido v 15. stoletju (1471) v gotskem slogu (ladje in kapele), nadaljevala pa se je tudi v naslednjih stoletjih z južnim portalom in dvema kapelama pravokotno na ladjo v renesančnem slogu in glavno fasado v baroku - 18. stoletje. Gotsko delo ima možne povezave z arhitektoma Juanom de Colonia in njegovim sinom Simónom de Colonia glede na prvotno gradnjo, delo iz 16. stoletja pa je pripisano Rodrigu Gil de Hontañónu.
Ima bazilikalni tloris s tremi ladjami, ki se raztezajo nad romanskim tlorisom in kapelami med oporami in tremi poligonalnimi apsidami; oboki so rebrasti. Stebri, ki jih podpirajo, nimajo kapitelov, ampak so podaljšani tako, da se pridružijo rebrom. Oba kvadratna stolpa ob straneh, visoka več kot 60 metrov, sta pokrita s skrilavci. Križni hodnik je neoklasicističen iz leta 1755, avtor Gaspar López.
Orientacija stavbe je nenavadna, saj je njen kor obrnjen proti severovzhodu, običajno pa je usmerjen proti vzhodu. V prezbiteriju je največji retabel kiparja Gasparja Becerre, najvišje delo in mojstrovina španske renesančne skulpture. Kot v osrednji ladji je v izabelini gotiki z zanimivimi orehovimi kornimi klopmi skrbno rezbarjene, zlasti renesančni stol sv. Toribija. Med drugimi skulpturami so Purísima Gregorio Fernández (1626), Sv. Janez Krstnik in sv. Hieronim Matea del Prada (17. stoletje) in Kristus voda (14. stoletje).
Stavba tvori katedralni kompleks, ki obsega tri različna področja:
- Cerkev.
- Škofijski arhiv, kapiteljski arhiv in muzej.
- Bolnišnica San Juan Bautista, ustanovljena v srednjem veku.

V bližini stolnice je škofijska palača Astorga, modernistično delo arhitekta Antonija Gaudija, ki kljub različnim obdobjem, v katerih so bili zgrajeni, tvori skladen ansambel.
Stavba je v potresu v Lizboni leta 1755 utrpela resno škodo, v naslednjem stoletju pa so Napoleonove čete povzročile veliko škodo, zlasti v križnem hodniku.
Leta 2015 je Unesco v odobritvi razširitve Camino de Santiago v Španiji na »Caminos de Santiago de Compostela: Camino francés y Caminos del Norte de España« (Caminos de Santiago de Compostela: francoska pot in ceste severa Španije) poslal Španiji kot dokumentacijo Inventario Retrospectivo - Elementos Asociados (Retrospektivni popis - povezani elementi), v katerem je stolnica v Astorgi navedena pod št. 1710. 

## Zgodovinsko-umetniški kontekst
V času vladavine Ferdinanda I. in Sanche (leta 1037–1065) se je zgodila nova organizacija Kraljevine León. Ta monarha sta se poleg skrbi za civilne zadeve ukvarjala tudi z verskimi in sta se s pomočjo škofov lotila reda in modernizacije Cerkve. Primer Astorga je bil še posebej pomemben, saj so se škofje resno spopadali s svojimi vazali.
V času teh kraljev in pod njihovim pokroviteljstvom in nadzorom se je začelo novo življenje stolnice, katere posvečenje (tudi brez dokončanega templja) je potekalo v času Alfonza VI., sina Ferdinanda I. in pod škofa Pedra Núñeza (1066 - 1082), 20. decembra 1069. Z Alfonzom VI. in škofom Osmundom je v Astorgo vstopila liturgična reforma, to je zamenjava španskega bogoslužja za rimsko bogoslužje, sprememba, ki so jo spodbujali in svetovali iz Rima in jo je širila opatija Cluny.
Naslednja kraljevska sponzorka in zaščitnica stolnice je bila kraljica Urraca I. Leonska. To zgodovinsko obdobje je znano po svoji družbeno-politični nestabilnosti, a kljub temu je stolnica še naprej rasla, med drugim tudi zaradi donacij škofa Pelayonota I. in tudi zaradi pravočasnega darovanja kraljice leta 1120 - posesti v bližini stolnice kjer bi lahko postavili potrebne objekte. V tem okolju darovanja in oskrbe je stavba rasla in škofovska stolnica je bila ohranjena v vsej svoji oblasti.
Med gradnjo in širitvijo stolnice so se pojavili pomembni pokrovitelji, ki so s svojo presojo in gospodarnostjo pomagali uresničiti dela. Eden najaktivnejših je bil prelat Alfonso Mejía de Tovar (1616-1636), človek, ki je ljubil likovno umetnost in eden izmed škofov, ki se je najbolj ukvarjal z razvojem gradbeništva in njegove opreme.  Bil je odgovoren za korno ograjo (rešetko), ki jo je izdelal Lázaro de Azcaín in oltarne slike Veličanstvene Device, Santa Tereze in Brezmadežne, katere zasnove je naročil pri kanoniku Juanu de Peñalosi, pesniku in umetniku, izjemni figuri poreklom iz Kordove.
Še en velik pokrovitelj, ki ga je treba upoštevati, je bil Juan Ramos, ki je leta 1655 Antoniu Lópezu naročil, naj ustvari oltarno sliko sv. Janez Krstnik. Drugi je bil brat Nicolás de Madrid, škof Jerome in mojster kraljeve kripte v El Escorialu.
Tako mesto kot tudi različni deli škofije so bili središče umetniškega povpraševanja in prebivališče mojstrov kiparstva, slikarstva in luksuzne umetnosti. Eden od teh umetnikov je Astorgan je bil Alonso de Portillo, katerega delo prevzema tradicijo dobrega dela v srebrni posodi Astorge. Profesor Manuel Gómez-Moreno (1870-1970) je to identiteto odkril zahvaljujoč napisu, ki ga je umetnik pustil vklesanega v svoje delo procesijskega križa v Villar de los Barrios.

## Zgodovina gradnje
O prvi romanski stavbi, ki naj bi bila zgrajena z razširitvijo ali predelavo prejšnje, srednjeveške, je malo podatkov in ostankov. Vendar pa je dokument iz leta 1117 znanstvenikom zagotovil ključne podatke za razumevanje razvoja stavbe. V tem dokumentu je znano, da sta kralj Alfonz VI. in njegova žena Constanza že od začetka naročila ustanovitev cerkve Santa María Virgen, to je templja (ab initio), kar se je zgodilo v času mandata škofa Osmunda, zadolženega za uvajanje rimske liturgije. Malo je znanega tudi o naslednjem obdobju pod mandatom škofa Pelaya (1097–1120), čeprav se sumi, da je prišlo do gradbenega gibanja, sodeč po donacijskih dokumentih. A za zdaj o tem romanskem templju ni neposrednih podatkov, prav tako ni znano, ali je bil dokončan; ni ohranjen noben arhitekturni ali umetniški ostanek, ki bi ga lahko povezali s temi leti.
Naslednja faza pripada poznoromanskemu slogu. Obstajajo podatki iz časa škofov Nuño in Pedra Fernándeza, ki zajemajo leta od 1226 do 1265. Dokumenti, povezani s škofom Nuñom, govorijo o delih v križnem hodniku in v škofovi hiši. Sorodne novice s škofom Pedrom Fernándezom so v besedilu njegovega epitafa, kjer je rečeno, da »je stavbo dokončal in jo posvetil.« Obstaja tudi dokument ustanovitve kora, ki govori o glavnem oltarju, kapelah, kot so sv. Kozma, portik, križni hodnik in njegove skulpture ter zvonik, pa tudi o pokopih pripadnikov duhovščine in posameznikov. Toda o sami zgradbi, njeni strukturi, njeni dimenzijah ni nič zapisanega in do danes v podtalju še ni bilo izkopavanj.

## Gotska in renesančna stolnica. Razširitve 17. in 18. stoletje
16. avgusta 1471 (na praznik posvetitve), je bil položen prvi kamen za gradnjo gotske stolnice, kot je zapisano v napisih. Stavba se je oblikovala na tleh prejšnjega romanskega templja, začenši od kora in kot njegov podaljšek. Gotski slog se je odražal v ladjah, obokih in kapelah, možna avtorja prvotne stavbe sta bila Juan de Colonia in njegov sin Simón de Colonia.
Razširitve v 16. stoletju v renesančnem slogu pripisujejo Rodrigu Gil de Hontañónu, ki je takrat živel in delal v mestu. Dokumentirani so kot mojstri gradbeniki Juan de Alvarado in kasneje Juan de Alvear (kamnoseški mojster Trasmerano, umrl leta 1592). V 17. in 18. stoletju je bilo več dozidav in prenov. Dokumentirani so tudi arhitekti Pedro Álvarez de la Torre, Francisco de la Lastra Alvear (umrl leta 1683) in Manuel de la Lastra Alvear, ki ga je nasledil Pablo Antonio Ruiz. Zadnji trije deli proti zahodu so bili izvedeni v 17. stoletju, stolpa sta iz 17. in 18. stoletja, enako kot zahodna fasada in glavni portal (18. stoletje).

## Križni hodnik
Gre za pozno delo Gasparja Lópeza v neoklasicističnem slogu iz leta 1755. Ohranja osrednji vodnjak. Sestavljen je iz petih lokov v vsakem krilu, ki jih povezujejo jonski pilastri. Za dostop služijo  štiri vrata s trikotnimi pedimenti.
- Galerija križnega hodnika.
- Dvorišče z vodnjakom.
- Stopnišče.
- Pogled iz križnega hodnika.
- Ena od vrat.